# Jean Jadot (schip, 1929)
De Jean Jadot was een stoomschip en vrachtschip (5.859 brt) van de Belgische rederij C.M.B. (Compagnie Maritime Belge). In januari 1943 werd dit stoomschip voor de kust van Algerije getorpedeerd.

## Geschiedenis
De Jean Jadot werd in 1929 gebouwd in opdracht van deze Belgische C.M.B. rederij. Het schip werd genoemd naar Jean Jadot die op dat moment gouverneur van de Generale Maatschappij van België was.
Het schip werd tijdens de Tweede Wereldoorlog opgevorderd door de geallieerden en gebruikt als bevoorradingsschip. Alle vrachtschepen vluchtte toen, in mei 1940, naar de Britse havens en zodoende werden ze gevorderd door de Britse Marine. In januari 1943 werd dit schip voor de Algerijnse kust getorpedeerd door een Duitse onderzeeër, waarbij 14 personen om het leven kwamen.